# Psectra tillyardi
Psectra tillyardi är en insektsart som först beskrevs av Douglas E. Kimmins 1940.  Psectra tillyardi ingår i släktet Psectra och familjen florsländor. Inga underarter finns listade i Catalogue of Life.